# Howard Ford
Howard Ford (* 18. Dezember 1905 in Hawarden, Wales; † 28. März 1986 in St. James’s, City of Westminster, London) war ein britischer Zehnkämpfer und Stabhochspringer.
Bei den Olympischen Spielen 1928 in Amsterdam brach er den Zehnkampf nach acht Disziplinen ab.
Bei den British Empire Games 1930 in Hamilton gewann er für England startend Silber im Stabhochsprung und wurde Fünfter im Kugelstoßen sowie Sechster im Diskuswurf.
1929 wurde er Englischer Meister im Stabhochsprung.

## Persönliche Bestleistungen
- Stabhochsprung: 3,73 m, 23. August 1930, Hamilton
- Kugelstoßen: 13,21 m, 1933
- Diskuswurf: 39,74 m, 1928